# Manfred Deckert
Manfred Deckert, nemški smučarski skakalec, * 31. marec 1961, Halle an der Saale, Vzhodna Nemčija.
Deckert je nastopil na Zimskih olimpijskih igrah 1980 v Lake Placidu, kjer je osvojil naslov olimpijskega podprvaka na srednji skakalnici in dvajseto mesto na veliki. Na Svetovnem prvenstvu 1985 v Seefeldu je osvojil bronasto medaljo na ekipni tekmi, v sezoni 1981/82 pa je zmagal na Novoletni turneji.